# Elecciones generales de Mozambique de 2014
Las elecciones generales de Mozambique de 2014 tuvieron lugar el 15 de octubre del mencionado año con el objetivo de renovar la presidencia de la República, así como los 250 escaños de la legislatura nacional y los 820 escaños de las diez legislaturas provinciales. Fueron los quintos comicios nacionales mozambiqueños desde el final de la guerra civil en 1992, así como los séptimos desde la independencia de Mozambique de Portugal en 1975. Del mismo modo, sería la primera elección en la que votarían ciudadanos nacidos después de la guerra civil.
Armando Guebuza, presidente desde 2005 por el gobernante y hegemónico Frente de Liberación de Mozambique (FRELIMO), no podía presentarse a la reelección habiendo cumplido ya dos mandatos en el cargo, por lo que el candidato oficialista fue Filipe Nyussi. Su principal oponente, como en todas las elecciones desde 1994, sería Afonso Dhlakama, de la Resistencia Nacional Mozambiqueña (RENAMO), habiendo liderado la organización desde la época de la guerra. Daviz Simango, del Movimiento Democrático de Mozambique (MDM), se presentó también por segunda vez como candidato. Numerosas mejoras en la organización de los comicios, así como en su administración, llevaron a que la elección fuese considerada «la más transparente desde la independencia», aunque de todos modos se reportaron denuncias por irregularidades. Aunque cuestionó el manejo de la campaña, Dhlakama, que había desreconocido sus cuatro anteriores derrotas y era conocido por haber amenazado repetidas veces con retornar a la RENAMO a la insurgencia, se comprometió a respetar el resultado.
La participación fue ligeramente más alta que en la anterior elección, aunque de todos modos fue relativamente baja, del 48.64% del electorado registrado. Nyussi resultó elegido presidente con amplitud al recibir el 57.03% de los votos contra el 36.61% de Dhlakama y el 6.36% de Simango, evitando así tener que concurrir a una segunda vuelta electoral. El partido gobernante retuvo la mayoría absoluta en la Asamblea de la República con 144 de los 250 escaños contra 89 de la RENAMO y 17 del MDM, perdiendo de todos modos la mayoría de dos tercios requerida para modificar la constitución, que había obtenido en las anteriores elecciones. El FRELIMO perdió bastantes apoyos y la RENAMO recuperó un notorio terreno de manos del MDM, logrando tomar por sí solo el control de un tercio de los escaños de la legislatura y obteniendo mayoría en cuatro de las diez legislaturas provinciales, obteniendo el FRELIMO la mayoría en otras seis. En la restante provincia de Nampula, el FRELIMO y la RENAMO empataron con 46 escaños cada uno, y el MDM obtuvo la banca restante, dejando de todos modos el legislativo en manos de la oposición. A pesar de sus promesas, y de que los observadores internacionales aceptaran el resultado como verídico, Dhlakama no reconoció el triunfo de Nyussi y la RENAMO rechazó asumir los escaños recibidos, tanto en la Asamblea de la República como en las legislaturas provinciales. El 6 de marzo, Dhlakama declaró el retorno de la RENAMO a la actividad armada.

## Sistema electoral
El Presidente de Mozambique es elegido por mayoría de votos para un mandato de cinco años, mediante el sistema de dos vueltas. El presidente incumbente, Armando Guebuza, no podía presentarse a la reelección por ya haber ejercido dos mandatos constitucionales, lo máximo permitido por la constitución.
Los 250 miembros de la Asamblea de la República fueron elegidos en 11 circunscripciones plurinominales, una por cada provincia del país y en dos circunscripciones uninominales que representan a los mozambiqueños residentes en África y Europa. La repartición de escaños se hace por representación proporcional mediante el sistema d'Hondt, con un umbral electoral del 5%.

## Campaña
El candidato del FRELIMO, Nyussi, hizo campaña centrándose en los aspectos positivos de la continuidad en el gobierno del partido oficialista. Se refirió a sí mismo como "la abeja que hará miel para todos", realizando un juego de palabras con su apellido "Nyussi" (que en el idioma makonde significa "abeja"), afirmando que "la miel es el único producto que no se pudre". Dhlakama, por su parte, prometió establecer un sistema que permitiría a los mineros de carbón beneficiarse de los recursos que extrajeron. Acusó al gobierno de manipular las urnas y rechazó los resultados de las elecciones, pero descartó un regreso a la insurgencia. El líder de MDM, Daviz Simango, prometió trabajar para el desarrollo económico y la creación de empleos.

## Conducta
Los observadores electorales de la Unión Europea afirmaron que había aspectos positivos: una nueva legislación electoral, un registro de votantes no disputado, una campaña generalmente pacífica y una jornada electoral ordenada, pero que de todas formas había varias cuestiones relacionadas con el proceso de tabulación y los actos de violencia e intolerancia durante la campaña electoral. La misión de observadores destacó la necesidad de importantes mejoras para los futuros comicios.
Observadores electorales del grupo del Observatorio Electoral de Mozambique concluyeron que su recuento paralelo de votos estaba en línea con los resultados oficiales. Sin embargo, el grupo calificó las elecciones de "parcialmente libres y justas, y no muy transparentes", citando la politización y la falta de transparencia de los órganos electorales, el rechazo a varios votantes y otras irregularidades.

## Elecciones presidenciales

### Resultado general
|  | 57.03 % |

|  | 36.61 % |

|  | 6.36 % |

|  | 91.34 % |

|  | 5.44 % |

|  | 3.21 % |

|  | 100.00 % |

|  | 48.64 % |

### Resultado por provincia
| Provincia                     | Filipe Nyussi (FRELIMO) | Filipe Nyussi (FRELIMO) | Afonso Dhlakama (RENAMO) | Afonso Dhlakama (RENAMO) | Daviz Simango (MDM) | Daviz Simango (MDM) | En blanco | En blanco | Anulados | Anulados | Registrados/ Participación | Registrados/ Participación |
| Provincia                     | Votos                   | %                       | Votos                    | %                        | Votos               | %                   | Votos     | %         | Votos    | %        | Registrados/ Participación | Registrados/ Participación |
| ----------------------------- | ----------------------- | ----------------------- | ------------------------ | ------------------------ | ------------------- | ------------------- | --------- | --------- | -------- | -------- | -------------------------- | -------------------------- |
| Cabo Delgado                  | 324.952                 | 77.86%                  | 75.660                   | 18.16%                   | 16.078              | 3.86%               | 41.623    | 9.99%     | 16.773   | 4.03%    | 964.071                    | 49.28%                     |
| Ciudad de Maputo              | 288.019                 | 68.89%                  | 86.262                   | 20.63%                   | 43.820              | 10.48%              | 3.466     | 0.83%     | 6.965    | 1.67%    | 708.812                    | 60.46%                     |
| Gaza                          | 344.974                 | 93.81%                  | 11.644                   | 3.17%                    | 11.135              | 3.03%               | 12.048    | 3.28%     | 8.805    | 2.39%    | 591.194                    | 65.73%                     |
| Inhambane                     | 231.427                 | 76.27%                  | 56.614                   | 18.66%                   | 15.397              | 5.07%               | 14.051    | 4.63%     | 11.640   | 3.84%    | 598.276                    | 55.01%                     |
| Manica                        | 167.817                 | 47.84%                  | 169.906                  | 48.44%                   | 13.048              | 3.72%               | 15.556    | 4.43%     | 15.105   | 4.31%    | 712.938                    | 53.50%                     |
| Maputo                        | 298.624                 | 73.63%                  | 71.407                   | 17.61%                   | 35.543              | 8.76%               | 6.746     | 1.66%     | 9.875    | 2.43%    | 757.594                    | 55.73%                     |
| Nampula                       | 326.311                 | 44.30%                  | 367.133                  | 49.84%                   | 43.130              | 5.86%               | 64.908    | 8.81%     | 33.424   | 4.54%    | 2.079.129                  | 40.16%                     |
| Niassa                        | 121.503                 | 48.57%                  | 111.126                  | 44.42%                   | 17.521              | 7.00%               | 17.275    | 6.91%     | 13.041   | 5.21%    | 615.258                    | 45.59%                     |
| Sofala                        | 145.604                 | 35.33%                  | 230.375                  | 55.91%                   | 36.096              | 8.76%               | 20.711    | 5.03%     | 26.963   | 6.54%    | 926.746                    | 49.61%                     |
| Tete                          | 215.966                 | 46.07%                  | 232.513                  | 49.60%                   | 20.332              | 4.34%               | 31.881    | 6.80%     | 31.585   | 6.74%    | 971.644                    | 54.78%                     |
| Zambezia                      | 256.447                 | 39.04%                  | 346.478                  | 52.75%                   | 53.901              | 8.21%               | 61.727    | 9.40%     | 37.848   | 5.76%    | 1.948.859                  | 38.81%                     |
| Total                         | 2.778.497               | 57.03%                  | 1.783.382                | 36.61%                   | 309.925             | 6.36%               | 290.482   | 5.96%     | 171.675  | 3.22%    | 10.964.978                 | 48.64%                     |
| Fuente: Election Results 2014 |                         |                         |                          |                          |                     |                     |           |           |          |          |                            |                            |

## Elecciones parlamentarias
| Porcentaje de votos logrado por cada partido                                                                   |
| --- |
| |
| FRELIMO (55.68%) RENAMO (32.95%) MDM (8.47%) PASOMO (0.23%) PPDD-AD (0.21%) PUR (0.20%) Otros partidos (2.26%) |

| Distribución de escaños en la Asamblea de la República     |
| ---------------------------------------------------------- |
|                                                            |
| 144 escaños (FRELIMO) 89 escaños (RENAMO) 17 escaños (MDM) |

|  | 55.68 % |

|  | 32.95 % |

|  | 8.47 % |

|  | 0.23 % |

|  | 0.21 % |

|  | 0.20 % |

|  | 0.19 % |

|  | 0.18 % |

|  | 0.18 % |

|  | 0.16 % |

|  | 0.16 % |

|  | 0.15 % |

|  | 0.13 % |

|  | 0.13 % |

|  | 0.13 % |

|  | 0.12 % |

|  | 0.12 % |

|  | 0.10 % |

|  | 0.09 % |

|  | 0.08 % |

|  | 0.07 % |

|  | 0.06 % |

|  | 0.05 % |

|  | 0.04 % |

|  | 0.04 % |

|  | 0.01 % |

|  | 0.00 % |

|  | 0.00 % |

|  | 84.79 % |

|  | 8.63 % |

|  | 4.75 % |

|  | 100.00 % |

|  | 48.49 % |

## Elecciones provinciales
| Provincia                                                                                                 | FRELIMO   | FRELIMO | FRELIMO | FRELIMO | RENAMO    | RENAMO | RENAMO  | RENAMO      | MDM     | MDM    | MDM     | MDM | Otros  | Otros | Otros   | Otros       |           | Votos válidos | Votos válidos | Votos en blanco | Votos en blanco | Votos anulados | Votos anulados | Registrados/ Participación | Registrados/ Participación |
| Provincia                                                                                                 | Votos     | %       | Escaños | ±       | Votos     | %      | Escaños | ±           | Votos   | %      | Escaños | ±   | Votos  | %     | Escaños | ±           |           | Votos válidos | Votos válidos | Votos en blanco | Votos en blanco | Votos anulados | Votos anulados | Registrados/ Participación | Registrados/ Participación |
| Cabo Delgado                                                                                              | 313.875   | 77.59%  | 67      | 6       | 69.815    | 17.26% | 14      | 6           | 19.195  | 4.74%  | 1       | 1   | 1.655  | 0.41% | 0       | Sin cambios | 404.540   | 84.54%        | 56.461        | 11.80%          | 17.506          | 3.66%          | 964.071        | 49.63%                     |                            |
| Gaza | 338.255   | 93.17%  | 69      | 1       | 11.298    | 3.11%  | 0       | Sin cambios | 13.337  | 3.67%  | 1       | 1   | 172    | 0.05% | 0       | Sin cambios | 363.062   | 93.19%        | 18.702        | 4.80%           | 7.837           | 2.01%          | 591.194        | 65.90%                     |                            |
| Inhambane                                                                                                 | 223.044   | 75.33%  | 58      | 12      | 50.056    | 16.90% | 11      | 11          | 20.086  | 6.78%  | 1       | 1   | 2.920  | 0.99% | 0       | Sin cambios | 296.106   | 89.64%        | 21.798        | 6.60%           | 12.408          | 3.76%          | 598.276        | 55.21%                     |                            |
| Manica | 162.174   | 47.02%  | 49      | 12      | 162.208   | 47.03% | 39      | 20          | 19.495  | 5.65%  | 1       | 1   | 995    | 0.30% | 0       | Sin cambios | 344.872   | 89.71%        | 26.106        | 6.79%           | 13.462          | 3.50%          | 712.938        | 53.92%                     |                            |
| Maputo | 280.208   | 68.77%  | 59      | 16      | 67.280    | 16.75% | 12      | 7           | 50.563  | 12.59% | 9       | 9   | 3.557  | 1.89% | 0       | Sin cambios | 401.608   | 97.03%        | 13.765        | 1.82%           | 8.683           | 1.15%          | 757.594        | 55.97%                     |                            |
| Nampula                                                                                                   | 309.151   | 44.48%  | 46      | 32      | 319.762   | 46.01% | 46      | 35          | 55.969  | 8.05%  | 1       | 1   | 10.135 | 1.46% | 0       | Sin cambios | 695.017   | 85.31%        | 87.092        | 10.69%          | 32.575          | 4.00%          | 2.079.129      | 39.18%                     |                            |
| Niassa | 118.723   | 48.28%  | 42      | 24      | 103.807   | 42.22% | 34      | 32          | 22.782  | 9.26%  | 4       | 2   | 585    | 0.24% | 0       | Sin cambios | 245.897   | 87.25%        | 23.492        | 8.34%           | 12.452          | 4.41%          | 615.258        | 45.81%                     |                            |
| Sofala | 144.254   | 35.04%  | 30      | 14      | 205.116   | 49.83% | 45      | 44          | 59.531  | 14.46% | 7       | 13  | 2.734  | 0.67% | 0       | Sin cambios | 411.635   | 89.47%        | 27.302        | 5.93%           | 21.153          | 4.60%          | 926.746        | 49.65%                     |                            |
| Tete | 212.825   | 45.78%  | 37      | 38      | 218.690   | 47.04% | 42      | 37          | 32.743  | 7.04%  | 4       | 4   | 616    | 0.14% | 0       | Sin cambios | 464.874   | 86.50%        | 43.639        | 8.12%           | 28.914          | 5.38%          | 971.644        | 55.31%                     |                            |
| Zambezia                                                                                                  | 239.322   | 38.55%  | 37      | 20      | 303.807   | 48.93% | 51      | 20          | 73.332  | 11.81% | 4       | 16  | 4.399  | 0.71% | 0       | Sin cambios | 620.860   | 84.04%        | 81.093        | 10.98%          | 36.767          | 4.98%          | 1.948.859      | 37.91%                     |                            |
| Total | 2.341.831 | 55.12%  | 494     | 210     | 1.511.839 | 35.59% | 294     | 212         | 367.033 | 8.84%  | 32      | 8   | 27.768 | 0.45% | 0       | Sin cambios | 4.248.471 | 87.79%        | 399.450       | 8.25%           | 191.757         | 3.96%          | 10.256.166     | 47.19%                     |                            |
| Fuente: Elecciones de 2014 Archivado el 15 de octubre de 2019 en Wayback Machine., Mozambique News Agency |           |         |         |         |           |        |         |             |         |        |         |     |        |       |         |             |           |               |               |                 |                 |                |                |                            |                            |